# Molophilus (Molophilus) acinacis
Molophilus (Molophilus) acinacis is een tweevleugelige uit de familie steltmuggen (Limoniidae). De soort komt voor in het Oriëntaals gebied.